# Margarita de Antioquía-Lusignan
Margarita de Antioquía-Lusignan (en francés: Marguerite; c. 1244-30 de enero de 1308), también conocida como Margarita de Tiro, fue una noble de los Estados cruzados que gobernó el Señorío de Tiro en el Reino de Jerusalén. Miembro de la Casa de Antioquía-Lusignan, se casó con Juan de Montfort, señor de Tiro, y se le concedió el gobierno de la ciudad como viuda en 1284. Concluyó una tregua con el sultán egipcio Qalawun y gobernó hasta 1291, cuando cedió el señorío y se trasladó a Chipre.

## Orígenes y señora de Tiro
Margarita era la hija menor de la princesa chipriota Isabel de Lusignan y Enrique, miembro de la Casa de Poitiers que gobernaba el Principado de Antioquía. Como su hermano, el rey Hugo III de Chipre, Margarita adoptó el nombre de su madre. El Templario de Tiro, quien sirvió como su paje en 1268, registró que ella era «particularmente hermosa de rostro» en ese momento, pero que más tarde en la vida se volvió «enormemente gorda» y comenzó a parecerse a su padre. Según el historiador británico Steven Runciman, Margarita fue considerada «la joven más adorable de su generación».
El rey Hugo III de Chipre, hermano de Margarita, se convirtió también en Anexo:Reyes de Jerusalén|rey de Jerusalén]] en 1268, poniendo fin a un largo período de reyes Hohenstaufen ausentes durante el cual la ciudad de Tiro había sido separada de la heredad real por Felipe de Montfort. Sin embargo, Hugo no solo era demasiado débil para actuar contra Felipe, sino que también necesitaba su ayuda para defender los restos del reino contra el vecino Sultanato mameluco de Egipto. Los dos hombres llegaron así a un acuerdo: Juan, el hijo de Felipe, se casaría con Margarita y Hugo le otorgaría Tiro a Juan y sus descendientes por Margarita. Si la pareja no tuviera hijos, el señorío volvería a la heredad real. Felipe aceptó y cedió el gobierno de Tiro a su hijo. Este matrimonio puede haber sido previsto incluso antes de que Hugo ascendiera al trono de Jerusalén, pero solo tuvo lugar en 1269.

## Gobierno
Margarita enviudó el 27 de noviembre de 1283. Su marido había sido gravemente afectado por la gota y no tuvo hijos con este. El rey Hugo permitió que el Señorío de Tiro pasara a su cuñado Hunfredo, pero lo reclamó cuando murió el 12 de febrero de 1284. Margaret fue confirmada como señora de Tiro, mientras que su hermano murió en marzo.
El sultán mameluco Al-Mansur Qalawun dejó en claro su intención de atacar a los restantes Estados cruzados en 1285. Margarita y su cuñada Eschiva de Ibelín, que gobernó Beirut sola desde la muerte de Hunfredo, rápidamente se movieron para asegurar una tregua con este. El texto del tratado de Margarita con Qalawun sobrevive, firmado por «la exaltada señora, señora Margarita, hija del noble Enrique, hijo del príncipe Bohemundo, la señora de Tiro», y se considera ejemplar de la diplomacia mameluca temprana.
En 1291, Margarita cedió el Señorío de Tiro a su sobrino, Amalarico. Luego se retiró a Chipre, ahora gobernado por su sobrino el rey Enrique II, y entró en el monasterio de Nuestra Señora de Tiro en Nicosia. Ahí murió como monja el 30 de enero de 1308.